# Кальканьо, Майкл
Майкл (Майк) Калька́ньо (англ. Michael Calcagno, Mike Calcagno; Пустой шаблон {{ВД-Преамбула}} ) — американский кёрлингист.
В составе смешанной парной сборной США участник чемпионата мира 2010 (заняли десятое место). Чемпион США среди смешанных пар (2010).
В «классическом» кёрлинге (команда из четырёх человек одного пола) в основном играл на позиции четвёртого, как скип команды.

## Достижения
- Чемпионат США по кёрлингу среди смешанных пар: золото (2010).

## Команды
| Сезон                                               | Четвёртый      | Третий         | Второй         | Первый         | Запасной       | Турниры                            |
| --------------------------------------------------- | -------------- | -------------- | -------------- | -------------- | -------------- | ---------------------------------- |
| 2007—08                                             | Грег Романюк   | Leon Romaniuk  | Даг Поттинджер | Майк Кальканьо | Cory Yalowicki | ЧСША 2008 (4 место)                |
| 2008—09                                             | Майк Кальканьо | Ashley Carson  | ?              | Miyo Konno     |                |                                    |
| 2012—13                                             | Майк Кальканьо | Brad Casper    | Peter Sommer   | Jeremi Dinsel  |                |                                    |
| Кёрлинг среди смешанных пар (mixed doubles curling) |                |                |                |                |                |                                    |
| 2009—10                                             | Шэрон Вукич    | Майк Кальканьо |                |                |                | ЧСШАСП 2010 · ЧМСП 2010 (10 место) |
| 2010—11                                             | Шэрон Вукич    | Майк Кальканьо |                |                |                | ЧСШАСП 2011 (??? место)            |
| 2011—12                                             | Джойэнс Мичай  | Майк Кальканьо |                |                |                | ЧСШАСП 2012 (13 место)             |
| 2016—17                                             | Джойэнс Мичай  | Майк Кальканьо |                |                |                |                                    |

(скипы выделены полужирным шрифтом)

## Частная жизнь
Майк Кальканьо — генеральный директор и соучредитель технологической компании SoopahGenius, Inc., работающей в Тайбэе (Тайвань) и Сиэтле (США). Родившийся в штате Калифорния, выпускник Стэнфордского университета, он 17 лет проработал в корпорации Microsoft в Сиэтле, а затем был художником и режиссером в Японии и Республике Корея. В 2018 переехал на Тайвань, чтобы стать стратегическим консультантом компании Taiwan AI Labs, занимающейся разработками в области искусственного интеллекта. Его увлечения вне основной деятельности — документальная фотография, танцы в стиле свинг, кёрлинг.